# Xenoschesis nigricoxa
Xenoschesis nigricoxa är en stekelart som först beskrevs av Gabriel Strobl 1903.  Xenoschesis nigricoxa ingår i släktet Xenoschesis och familjen brokparasitsteklar. Arten är reproducerande i Sverige. Inga underarter finns listade i Catalogue of Life.